# Stiftung für Konsumentenschutz
Die Stiftung für Konsumentenschutz (Eigenbezeichnung Konsumentenschutz) ist eine schweizerische Konsumentenschutzorganisation.

## Organisation
Die privatrechtliche Stiftung hat ihren Sitz in Bern, wurde 1964 von vier Arbeitnehmer- und Konsum-Organisationen errichtet. Seit dem 1. Juni 2017 ist der siebenköpfige Stiftungsrat das oberste Organ der Stiftung für Konsumentenschutz. Die übergeordnete Trägerschaft, die bis zu diesem Datum zuständig für die Wahl des Stiftungsrates war, hat sich per 31. Mai 2017 aufgelöst. Beschäftigt werden 14 Mitarbeitende.
Der Stiftungszweck besteht darin, die Interessen der Konsumenten zu wahren.
Die Stiftung ist Mitglied der Allianz der Konsumentenschutzorganisationen, zu der auch die Fédération romande des consommateurs (FRC) und die Tessiner Konsumentenschutzorganisation Associazione consumatrici e consumatori della Svizzera italiana (ACSI) gehören. Zudem ist sie Teil der Dachorganisation International Consumer Research & Testing und geht bei einzelnen Projekten Kooperationen mit der deutschen Stiftung Warentest ein. Zudem ist sie Mitglied der Klima-Allianz Schweiz.

### Präsidium des Stiftungsrates
- 1964 bis 1985: Harald Huber
- 1985 bis 1994: Alfred Neukomm[6]
- 1994 bis 2000: Peter Vollmer[6]
- 2000 bis 2010: Simonetta Sommaruga
- 2011 bis 2022: Prisca Birrer-Heimo
- seit 2022: Nadine Masshardt

### Geschäftsleitung
- 1964 bis 1965: Waldemar Jucker
- 1965 bis 1966: Ernst Flück
- 1966 bis 1967: Ferdinand Troxler
- 1967 bis 1985: Alfred Neukomm[7]
- 1985 bis 1992: Roland Seiler[7]
- 1992 bis 1999: Simonetta Sommaruga
- 2000 bis 2007: Jacqueline Bachmann
- seit 2008: Sara Stalder[8]

## Tätigkeiten
Die Stiftung setzt sich in den Bereichen Lebensmittel, Mobilität, Freizeit, Gesundheit, Energie, Kommunikation, digitale Welt, Finanzen und Versicherungen für die Interessen der Konsumenten in der Schweiz ein.

### Konsumenteninformation
Ein zentrales Anliegen der Stiftung ist die Information der Konsumenten. Sie fordert von den Anbietern maximale Transparenz über Herkunft, Zusammensetzung, Inhaltsstoffe und Preise ihrer Produkte ein. Zudem publiziert sie auf seiner Website Qualitäts- und Preisvergleiche, Produkte-Tests und im "Online-Ratgeber" praktische Konsumenteninformationen. Sie verkauft ausführliche Ratgeber in Buchform und bietet persönliche Beratung per Telefon und E-Mail an. Die gedruckte Zeitschrift Blickpunkt erscheint viermal jährlich und informiert über aktuelle Themen und die Stiftungsarbeit. Die Stiftung betreibt eine unabhängige Vergleichsplattform für Krankenkassenprämien, ist an den Preisvergleichsportalen preisbarometer.ch und dschungelkompass.ch beteiligt und verfügt über ein Portal für Repair-Cafés (repair-cafe.ch).

### Intervention
Die Stiftung setzt sich dafür ein, dass Anbieter und Händler die Konsumentenanliegen berücksichtigen. Sie sucht hierfür den direkten Dialog mit den Unternehmensführungen und Wirtschaftsverbänden. Wenn das Konsumenteninteresse anders nicht zu schützen sei, beschreitet sie in Musterfällen den Rechtsweg.

### Politische Arbeit
Die Stiftung vertritt die Konsumenteninteressen in der Politik. Dazu nimmt sie an Vernehmlassungsverfahren teil und betreibt parlamentarisches Lobbying. Sie äussert sich regelmässig zu konsumrelevanten Themen in den Medien. Gemeinsam mit der Allianz der Konsumentenschutz-Organisationen führt sie eine jährliche Konsumenten-Agenda und verfasst eine Konsumentencharta mit Forderungen an die nationale Politik.

## Finanzierung
Die Stiftung für Konsumentenschutz wird von rund 20'000 Gönnern und 7'000 weiteren Spendern unterstützt, damit finanziert sie rund drei Viertel ihres Jahresbudgets. Weitere 10 % werden durch Beratungstätigkeit und den Verkauf von Produkten erwirtschaftet, rund 15 % steuern Bundessubventionen gemäss Konsumenteninformationsgesetz bei. Die Bundesgelder sind zweckgebunden und dürfen ausschliesslich für Konsumenteninformationen verwendet werden. Gesamthaft erwirtschaftet die Stiftung einen Jahresertrag von rund 1,5 Mio. Fr. Um ihre Unabhängigkeit zu wahren, nimmt die Stiftung keine Gelder von Unternehmen oder politischen Parteien an.

## Kritik
Der Schweizerische Gewerbeverband wirft der Stiftung vor, dass sie vom Bund Subventionen beziehe, jedoch den vom Konsumenteninformationsgesetz (KIG) verlangten objektiven Informationsauftrag nicht erfülle. Vielmehr betreibe sie einseitige, ideologisch gefärbte Politik und missbrauche die Steuergelder für „politische Propaganda“. Am 10. Januar 2019 verurteilte das Handelsgericht des Kantons Bern die Stiftung für Konsumentenschutz aufgrund des Bundesgesetzes gegen unlauteren Wettbewerb, diverse Berichte auf ihrer Website zu löschen oder zu überarbeiten. Die Stiftung verzichtete auf den Weiterzug ans Bundesgericht.

## Geschichte
Die Meilensteine in der Geschichte der Stiftung für Konsumentenschutz sind:
- 1964: Gründung der Stiftung und erster Warentest in der Schweiz: Lampen
- 1969: Zigarettentest unter dem Namen Selbstmord in Raten, international beachtete Resultate
- 1978: Die Resultate des Büchsenravioli-Tests, welche vom Kassensturz verfilmt wurden,[18] lassen die Umsätze in der ganzen Schweiz einbrechen[19][20]
- 1978: Auf Druck der Stiftung tritt die Preisbekanntgabeverordnung in Kraft, die Preisvergleiche ermöglicht
- 1981: Die von Konsumentenschutzorganisationen und der Zeitung Die Tat lancierte Volksinitiative zur Verhinderung missbräuchlicher Preise wird angenommen, der Preisüberwacher wird durch den Konsumentenschutzartikel in der Bundesverfassung verankert
- 1995: Die Kennzeichnungspflicht für gentechnisch veränderte Lebensmittel wird eingeführt
- 2002: Der Klage der Stiftung gegen Novartis wird stattgegeben, der Konzern wird wegen unlauterem Wettbewerb zu einer Busse über 20'000 Fr. verurteilt[21]
- 2010: Die Stiftung und ihre Schwesternverbände der französischsprachigen Schweiz Fédération romande des consommateurs (FRC) und des Tessins Associazione consumatrici et consumatori della Svizzera italiana (ACSI) gründen die Allianz der Konsumentenschutz-Organisationen
- 2012: Das Gesetz gegen den Unlauteren Wettbewerb (UWG) wird verschärft, missbräuchliche Allgemeine Geschäftsbedingungen (AGB) werden verboten.
- 2014: Das 50-jährige Jubiläum der Stiftung wird mit der Ausstellung „Zur Kasse bitte!“ im Polit-Forum Käfigturm gefeiert.
- 2014: Anstoss einer nationalen Reparaturbewegung durch die Gründung des ersten Repair-Cafés der Schweiz[22]
- 2016: Lancierung der Fair-Preis-Initiative[23]
- 2017: Verbandsklage gegen Volkswagen und AMAG in Sachen „Abgasskandal“ wegen unlauteren Wettbewerbs[24]
- 2017: Schadenersatzklage gegen Volkswagen und AMAG für rund 6'000 Betroffene des „Abgasskandals“[25]
- 2018: Lancierung der LeihBar mit der Eröffnung in Bern (Sharing Economy)[26]
- 2022: Erfolg gegen Hochpreisinsel Schweiz: Unter dem Druck der «Fair-Preis-Initiative» des Konsumentenschutzes verschärft das Parlament das Kartellgesetz (Schweiz). Unter anderem machen sich relativ marktmächtige Unternehmen durch das Unterbinden von Parallelimporten strafbar und das sogenannte Geoblocking (automatische Weiterleitung von Onlinekundschaft aus der Schweiz auf eine teurere Website) ist nun verboten.[27]
- 2022: Unterstützung einer Informationskampagne für weniger Fleischkonsum.[28]